# Liste der Bischöfe von Kulm

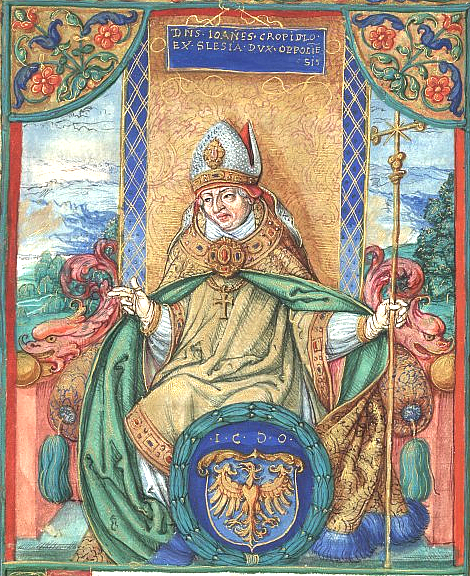
Johann II. Herzog von Oppeln (Jan Kropidło)

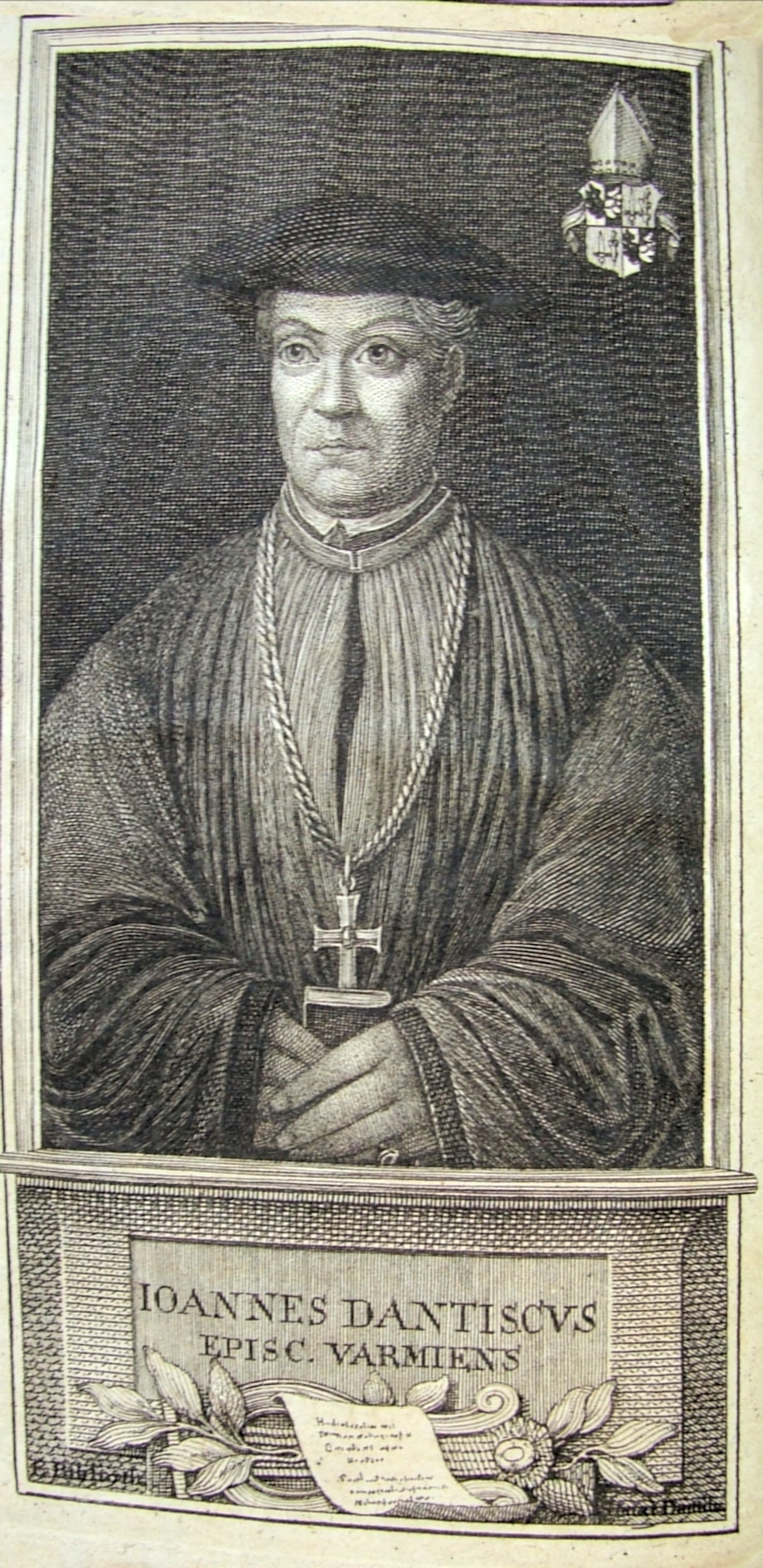
Johannes Dantiscus

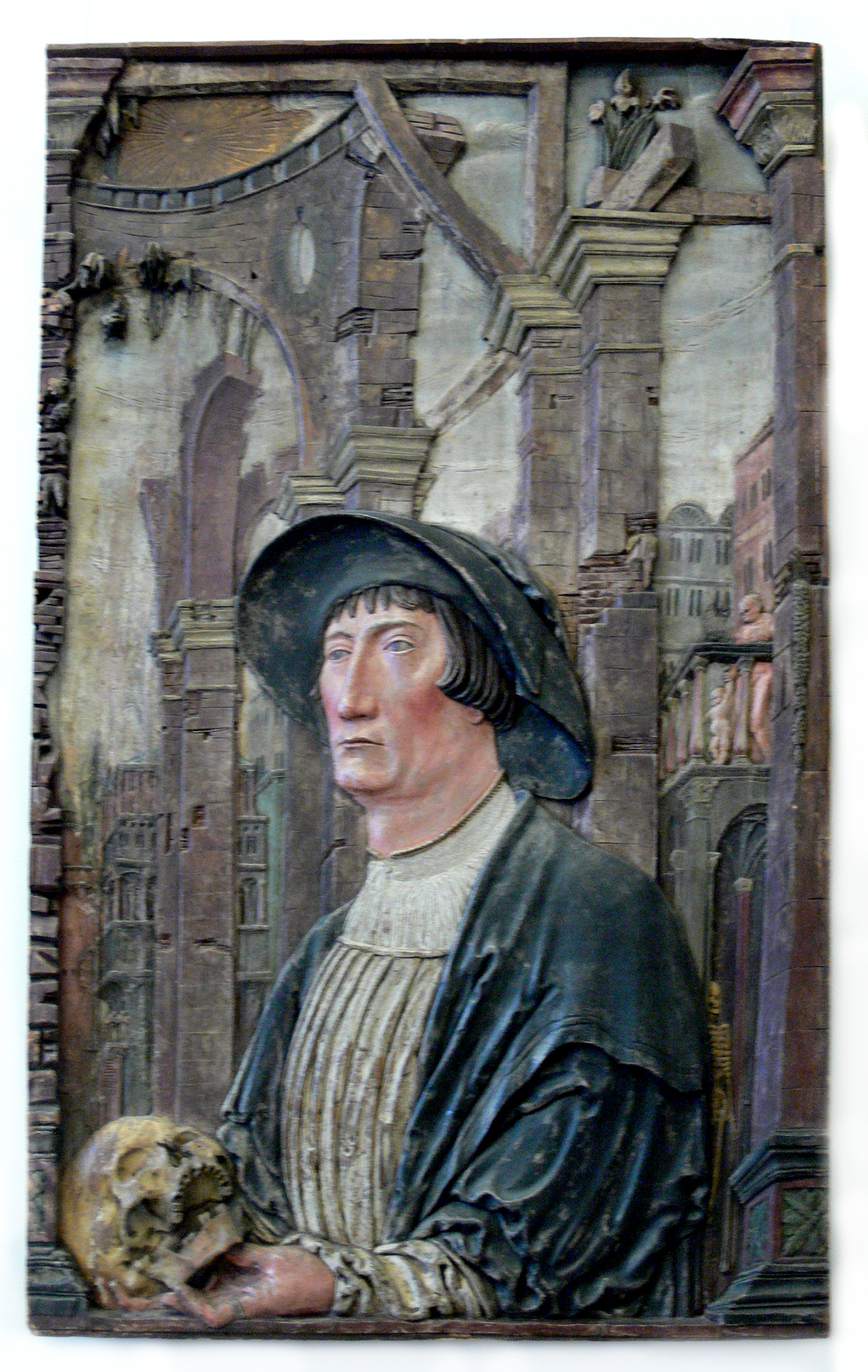
Tiedemann Giese

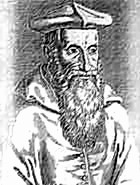
Stanislaus Hosius

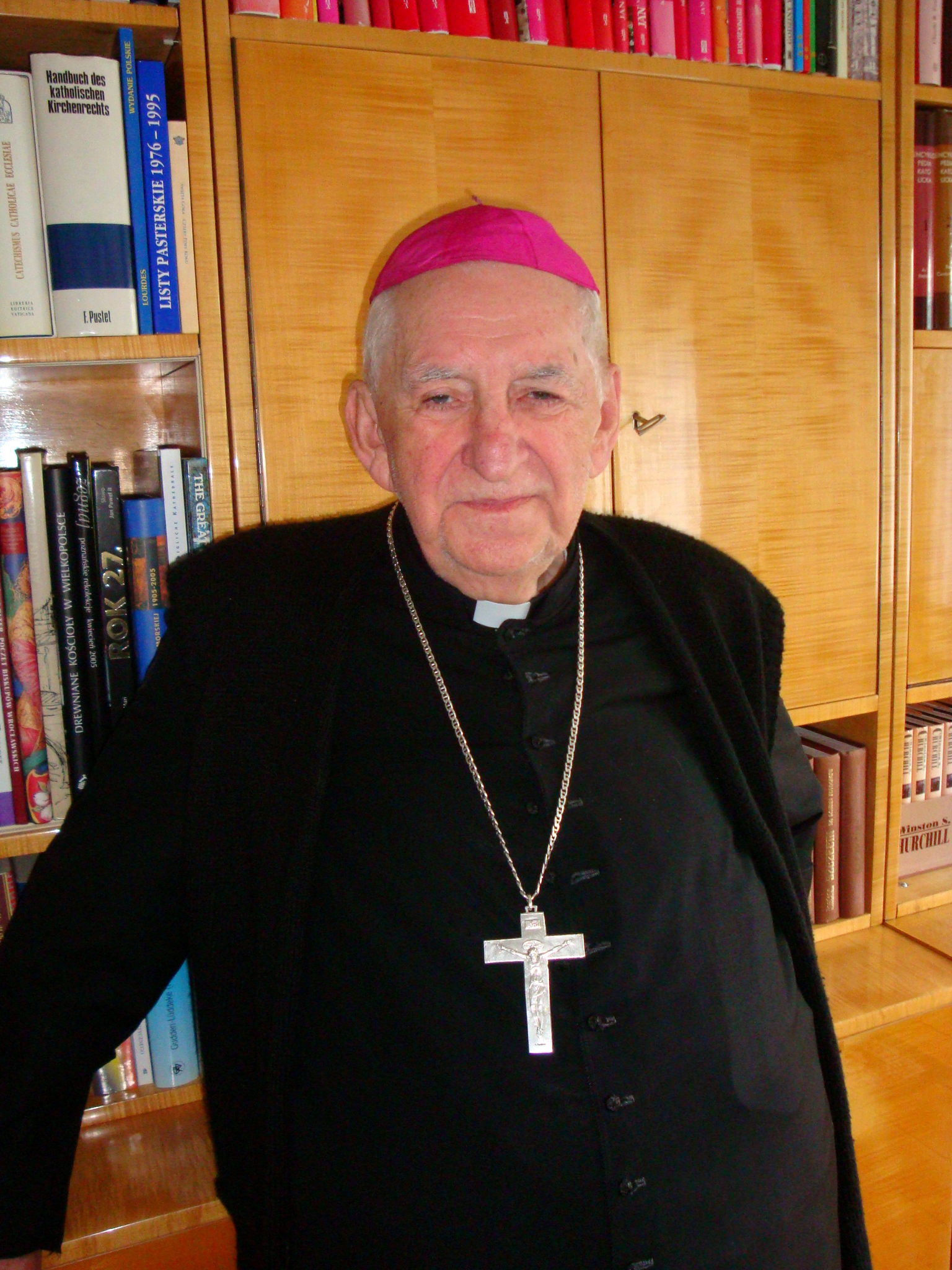
Marian Przykucki

Diese Liste enthält die Bischöfe des Bistums Kulm von 1246 bis 1992. Seitdem besteht das Bistum Pelplin.

## Bischöfe
Für Ordensgeistliche werden folgende Abkürzungen verwendet
- OP – Ordo Fratrum Praedicatorum, Dominikanerorden
- OT – Ordo Teutonicus, Deutscher Orden
- SOC – Jesuitenorden

- 1246–1263: Heidenreich OP
- 1264–1274: Friedrich von Hausen OT
- 1275–1291: Werner OT
- 1291/92–1301: Heinrich Schenk OT
- 1303–1311: Hermann OT
- 1311–1316/19: Eberhard OT
- 1319–1323: Nikolaus Afri OP
- 1323–1349: Otto OT[1]
- 1349–1359: Jakob OT
- 1359–1363: Johann I. Schadland OP
- 1363–1381/85: Wikbold Dobilstein OT
- 1385–1390: Reinhard von Sayn
- 1390: Martin von Lynow OT
- 1390–1398: Nikolaus von Schippenbeil OT
- 1398–1402: Johann II., Herzog von Oppeln
- 1402–1416: Arnold Stapel OT
- 1416–1457: Johannes Margenau[2]
- 1457–1479: Vincentius Kielbassa
- 1480–1495: Stephan von Neidenburg
- 1496–1507: Nikolaus Krapitz
- 1509–1530: Johann von Konopat[3]
- 1530–1538: Johannes Dantiscus
- 1538–1549: Tiedemann Giese
- 1549–1551: Stanislaus Hosius
- 1551–1562: Johann Lubodziecki
- 1562–1571: Stanisław Żelisławski SOC
- 1574–1595: Peter Kostka
- 1595–1600: Peter Tylicki
- 1600–1610: Wawrzyniec Gembicki
- 1611–1613: Maciej Konopacki
- 1614–1624: Johann Kuczborski
- 1624–1635: Jakob Zadzik
- 1635–1639: Johann Lipski
- 1639–1646: Kasper Działyński
- 1646–1652: Andrzej hrabia Leszczyński
- 1653–1655: Johann Gembicki
- 1658–1661: Adam Koss
- 1662–1674: Andrzej Olszewski
- 1676–1681: Johann Małachowski
- 1681–1693: Kasimir Johann z Bnina Opaliński
- 1693–1694: Kasimir Szczuka
- 1699–1712: Theodor Andrzej Potocki
- 1719–1721: Johann Kasimir Alten-Bokum
- 1723–1730: Felix Ignaz Kretkowski
- 1731–1733: Tomasz Franciszek Czapski SOC
- 1736–1739: Adam II. Stanisław Grabowski
- 1739–1746: Adam Stanisław Kostka Załuski
- 1747–1758: Wojciech Stanisław Leski SOC
- 1759–1785: Andrzej Ignacy z Broniewic Baier
- 1785–1795: Karl von Hohenzollern-Hechingen
- 1795–1814: Franciszek Ksawery z Wrbna Rydzyński
- 1824–1832: Ignaz Vinzenz Stanislaus Matthy
- 1834–1856: Anastasius Sedlag
- 1857–1886: Johannes von der Marwitz/Johann Nepomuk Marwicz
- 1886–1898: Leon Redner
- 1899–1926: Augustinus Rosentreter
- 1926–1944: Stanisław Wojciech Okoniewski
- 1946–1972: Kazimierz Józef Kowalski
- 1973–1980: Bernard Czapliński
- 1981–1992: Marian Przykucki

## Galerie

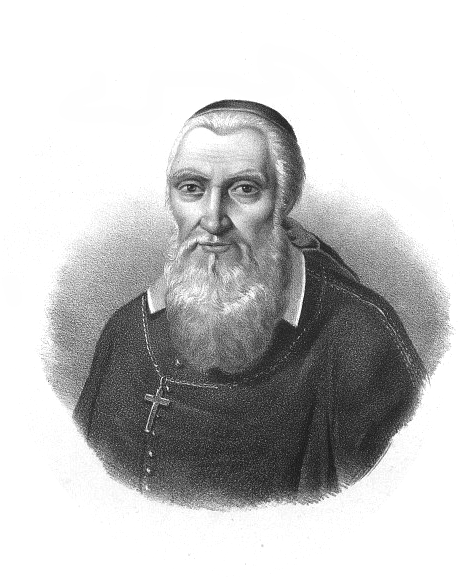
Wawrzyniec Gembicki
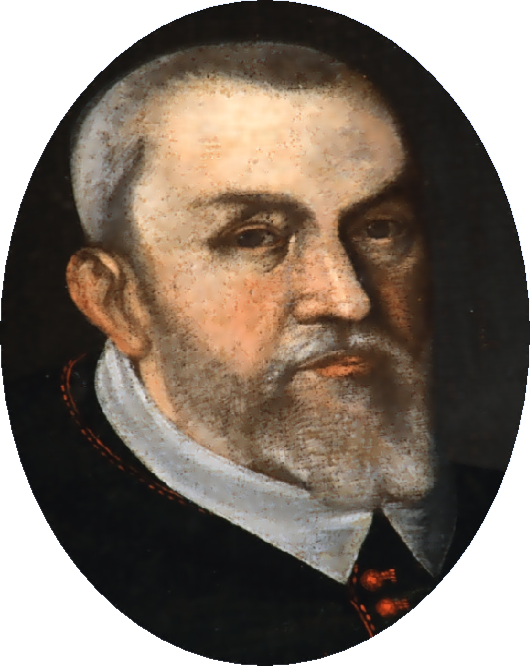
Peter Tylicki
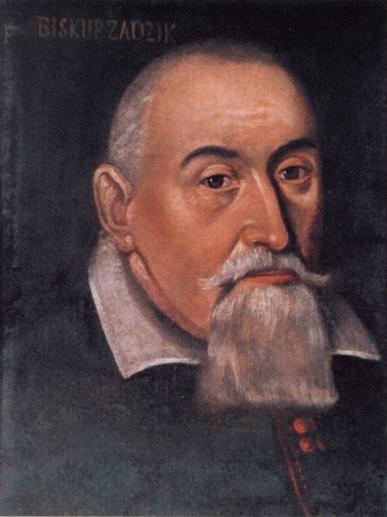
Jakub Zadzik
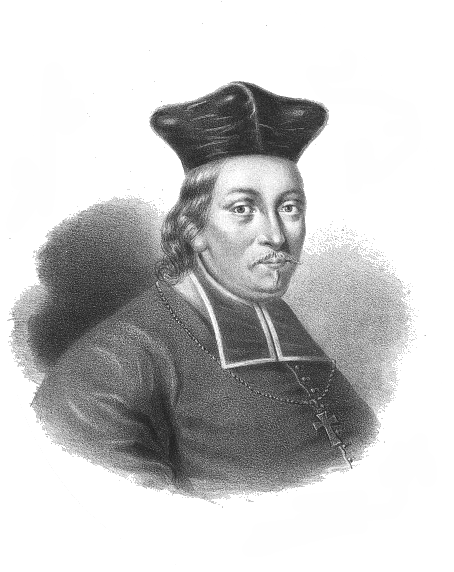
Johann Lipski
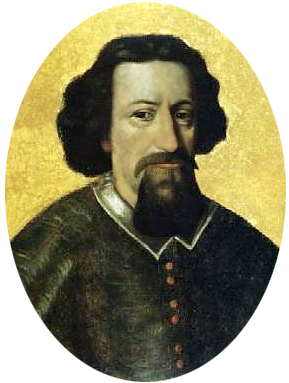
Andrzej Leszczyński
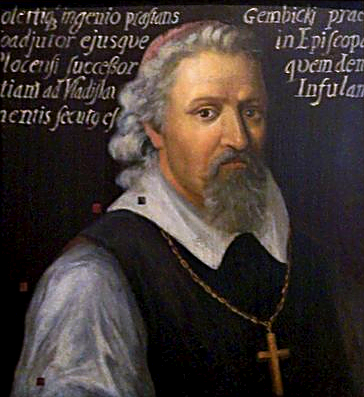
Johann Gembicki
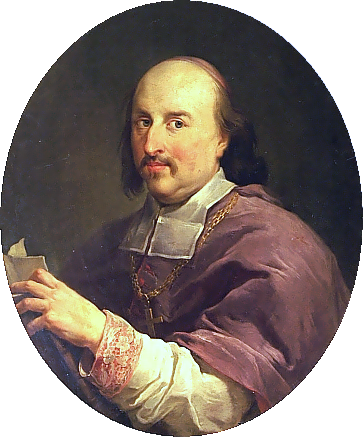
Andrzej Olszewski
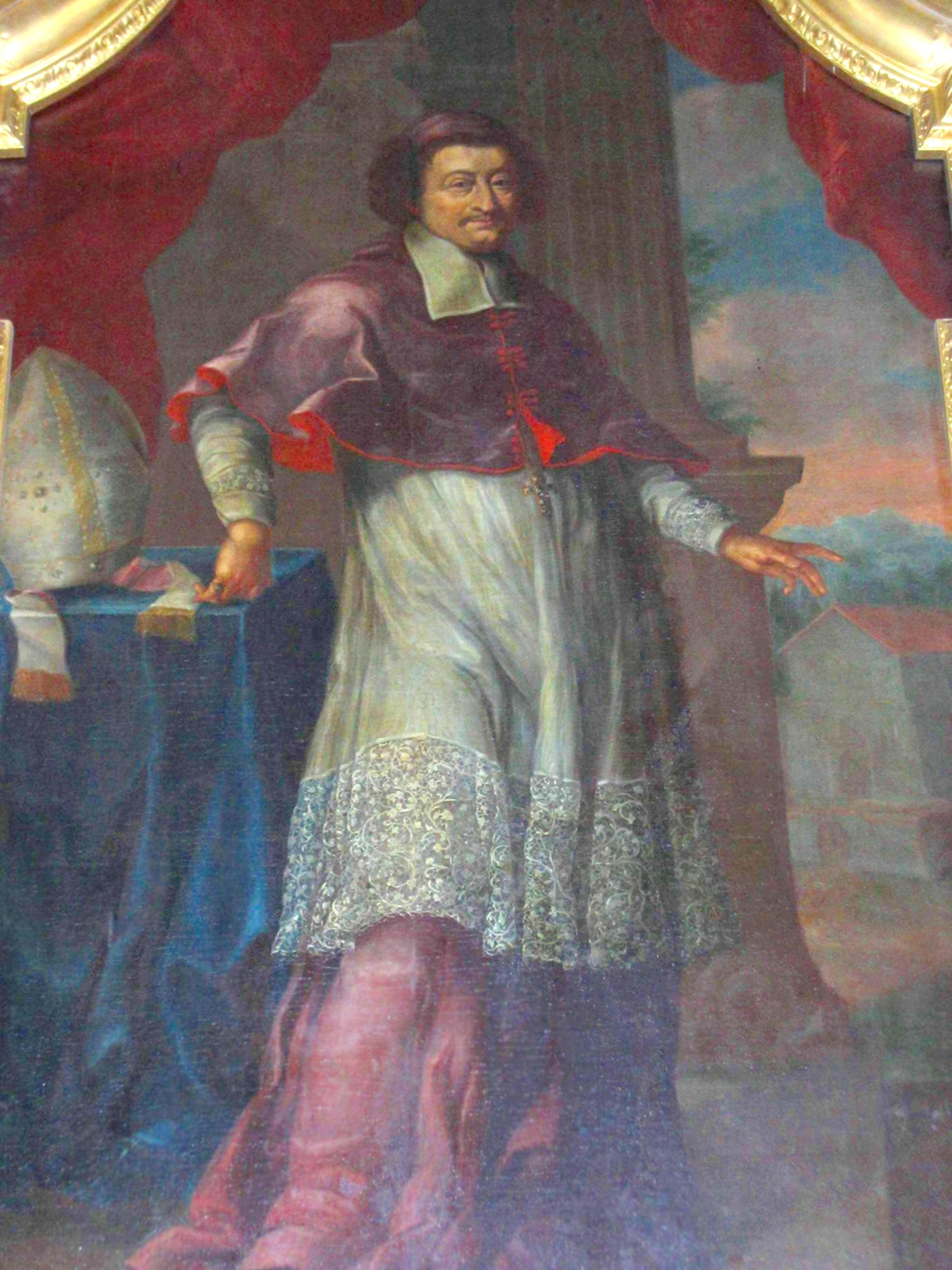
Jan Małachowski
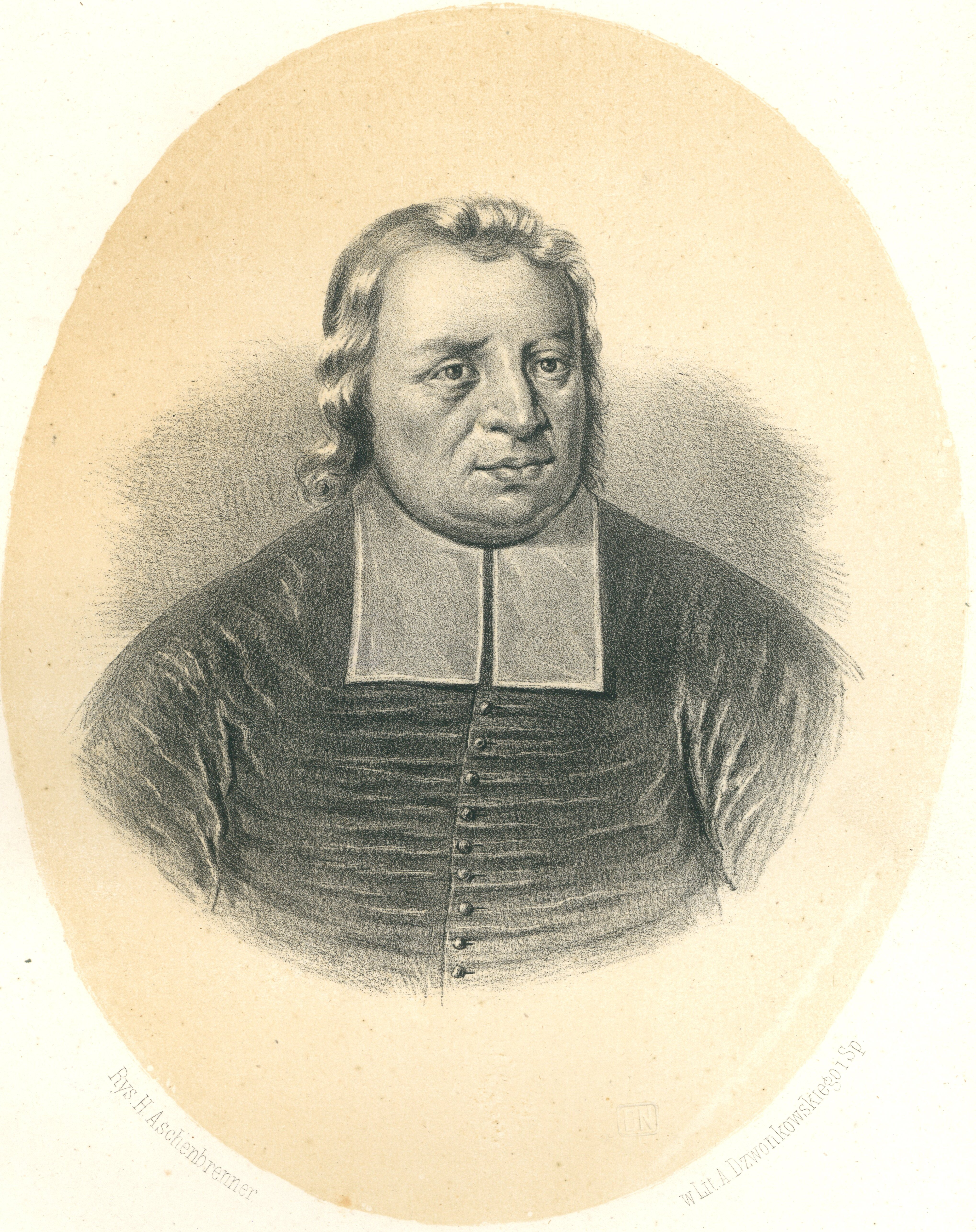
Theodor Andreas Potocki
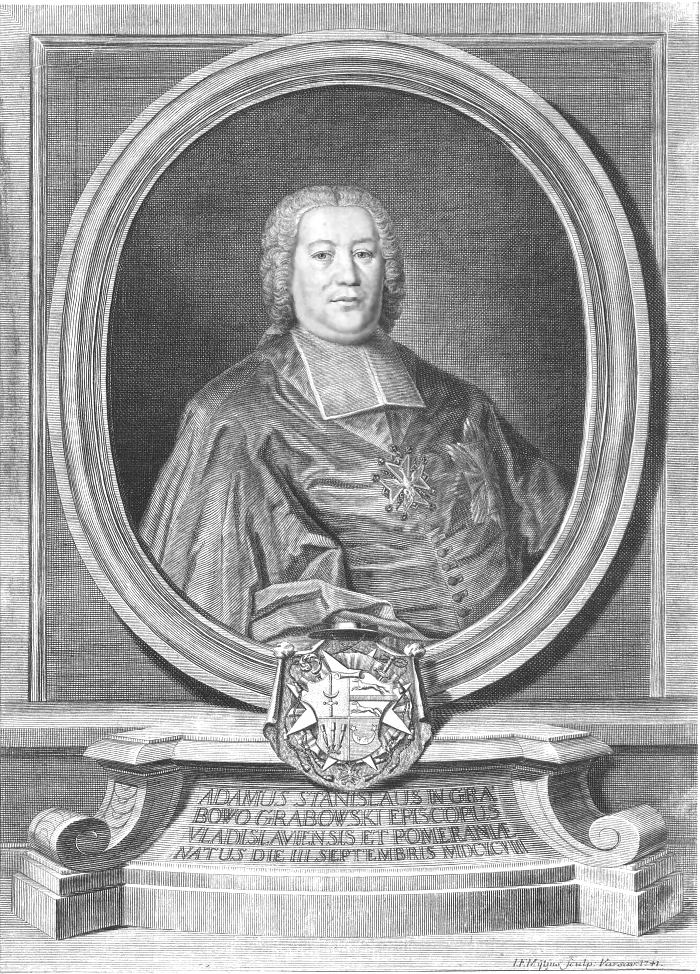
Maciej Łubieński
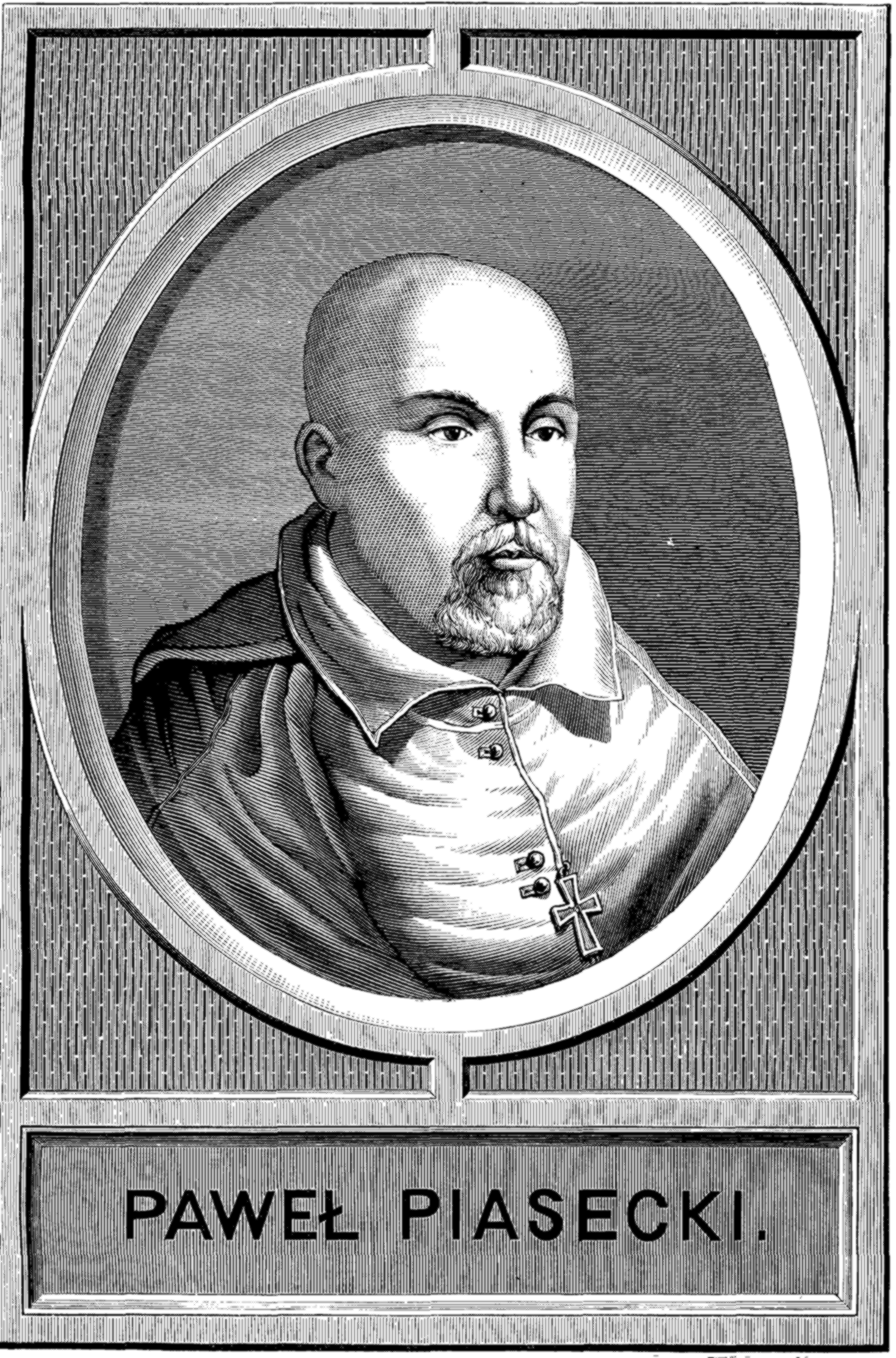
Adam Stanisław Grabowski
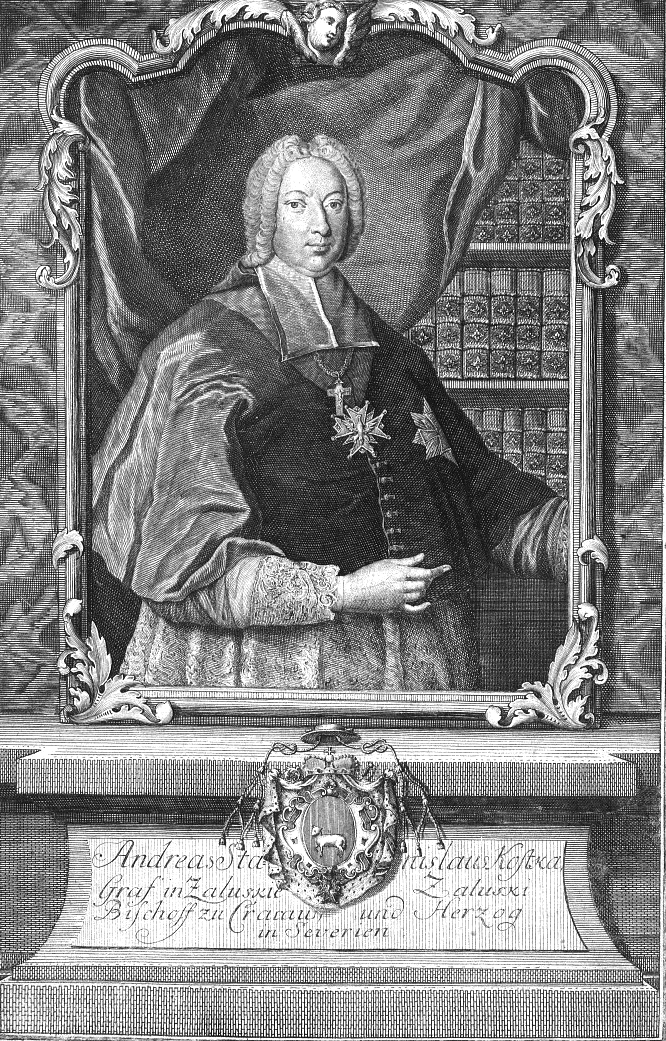
Adam Stanisław Kostka Załuski
Augustinus Rosentreter
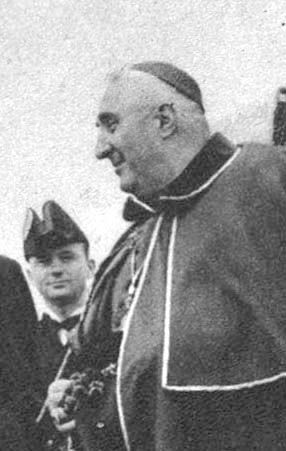
Stanisław Wojciech Okoniewski